# Kouandé
Kouandé  ist eine Stadt, ein Arrondissement und eine 4500 km2 große Kommune in Benin. Sie liegt im Département Atakora. Die Stadt Kouandé hatte bei der Volkszählung im Mai 2013 eine Bevölkerung von 27.197 Einwohnern, davon waren 13.534 männlich und 13.663 weiblich. Die gleichnamige Kommune hatte zum selben Zeitpunkt 111.540 Einwohner, davon waren 55.558 männlich und 55.982 weiblich.
Die fünf weiteren Arrondissements der Kommune Cobly sind Birni, Chabi-Couma, Fô-Tancé, Guilmaro und Oroukayo. Kumuliert umfassen alle Arrondissements 72 Dörfer.